# Devetdnevje
Devetdnevje (latinsko novendiale (sacrum) novem=devet + dies=dan) – tudi sveto devetdnevje – pomeni obdobje devetih dni žalovanja, ki sledijo papeževi smrti. 

## Vsebina
V tem obdobju potekajo najprej slovesne zadušnice, ki jih opravlja kardinalski zbor. Po smernicah odloka Universi Dominici Gregis (točka 13 in 27) se opravljajo posamezni obredi v Baziliki sv. Petra.
Ti obredi so zaupani vsak dan drugi skupini glede na njeno povezavo z Vatikanom. Tako so na primer devetdnevne obrede po pogrebu Janeza Pavla II. zaupali raznim kardinalom, ki so predstavljali vernike Vatikanskega mesta, rimske Cerkve, Patriarhalne bazilike, papeško kapelo, Rimsko kurijo, Vzhodne Cerkve, ustanove posvečenega in apostolskega življenja.
Zadnji dan svetega devetdnevja sodelujejo pri obredih vsi kardinali, ki so že zbrani v pričakovanju konklava, na katerem bodo volili naslednjega papeža. 

### Zgodovinskoozadje
1. Že za časa Starorimske civilizacije, kakor tudi v času Rimskega cesarstva so stari Rimljani po človekovi smrti obhajali obdobje žalovanja, ki je trajalo devet dni. Deveti dan so imeli devetdnevnično večerjo (coena novendialis), kar navajata Tacit v Annales, 6, 5, 1 in Petronij [2] v Satyricon, 65. Takrat so prinašali žrtve v čast Manom [3] rajnega, da bi jih umirili zlasti, če so se pojavljala zlovešča znamenja. [4]
2. Praznovanje skozi devet dni, ki so ga obhajali vedno, kadar je deževalo kamenje z neba (as often as stones rained from heaven). Najprej ga je uvedel Hostilij, ko je divjalo neurje padajočih kamnov nad Mons Albanus. Mons Albanus (danes Monte Calvo, tj. Hrib Calvo) je 949m visok stratovulkanski hrib v Italiji jugovzhodno od Rima. Ta praznik so potem večkrat praznovali. [5] [6]

### Krščanska vsebina
V krščanstvu ta spomin sicer ohranja prejšnje ozadje, vendar dobi novo vsebino – tako je bilo tudi glede običajev ob papeževi smrti. Podobna navada obstaja tudi v slovenskem izročilu. Na dan pogreba – ali na sedmi dan (sedmina) – pri pravoslavnih na osmi dan (osmina) – prisostvujejo svojci in znanci maši za dušo rajnega ter gredo na pokopališče, kamor nosijo cvetje ter opravijo molitve zanj. Pri pravoslavnih imajo take zadušnice štirikrat letno, ko na grobove nosijo tudi hrano in pijačo. Ta dan je tudi pogostitev sorodnikov in prijateljev pokojnika, ki jo imenujemo sedmina. 
Verni ljudje pri pogrebnih obredih prosijo za svoje pokojne, ki so morda še v kraju očiščevanja in zorenja za nebesa. Temu kraju ali pravzaprav stanju pravimo vice. To stanje nastopi takoj po smrti za tiste duše, ki imajo v sebi božje življenje posvečujoče milosti, pa še niso zadostile za grehe, ki so jih v življenju storile, ali pa jih teži krivda malih grehov. Kako dolgo traja očiščevanje v vicah pri posameznih dušah, tega ne moremo vedeti. Same si te duše ne morejo pomagati; čas zasluženja je bil zanje končan s trenutkom smrti. Pač pa jim moremo pomagati mi, ki spadamo še k »potujoči Cerkvi«. S svojo priprošnjo jim morejo pomagati tudi zveličani v nebesih. Temelj za to je tisto nadnaravno dejstvo, ki ga izraža člen apostolske vere: »Verujem v občestvo svetnikov.«
Drugi vatikanski vesoljni cerkveni zbor o občestvu z rajnimi pravi:
V globoki zavesti medsebojne povezanosti celotnega skrivnostnega telesa Jezusa Kristusa je potujoča Cerkev že od prvih časov krščanske vere z veliko pobožnostjo gojila spomin na rajne in je zanje darovala tudi spravno-prosilna dela,  »ker je sveta in zveličavna misel moliti za rajne, da bi bili rešeni  grehov (2 Mkb 12,46)«. To častitljivo vero naših prednikov glede življenjske povezanosti z brati, ki so v nebeški slavi ali se še po smrti očiščujejo, ta sveti zbor z veliko spoštljivostjo sprejema in potrjuje odloke drugega nicejskega, florentinskega  in tridentinskega cerkvenega zbora.